# Ginette Noiseux
Ginette Noiseux (née le 23 janvier 1958 à Montréal) est une scénographe et directrice artistique canadienne, figure majeure du théâtre féministe québécois. Cofondatrice de l'Espace Go en 1987, elle a marqué la scène culturelle par ses conceptions de costumes audacieuses, son engagement en faveur des créatrices et sa redéfinition des pratiques scénographiques contemporaines.

## Formation et carrière

### Parcours académique et débuts
Née dans le contexte socio-culturel de la Révolution tranquille, Ginette Noiseux se destine d'abord à une carrière scientifique avant d'intégrer l'École nationale de théâtre du Canada en 1975,. Sous la direction du maître costumier François Barbeau, elle développe une approche du vêtement scénique centrée sur la condition humaine plutôt que l'esthétisme pur. Sa thèse sur la symbolique chromatique dans les dramaturgies québécoises lui vaut la mention d'excellence en 1978,.

### Engagement féministe et fondation de l'Espace Go
En 1981, elle rejoint le Théâtre Expérimental des Femmes (TEF), collectif avant-gardiste dirigé par Pol Pelletier, où elle conçoit les costumes de La Terre est trop courte, Violette Leduc de Jovette Marchessault,. Face aux limites institutionnelles du milieu théâtral traditionnel, elle participe en 1987 à la transformation du TEF en Espace Go, dont elle assume la direction artistique jusqu'en 2024,. Cette institution devient un laboratoire pour les écritures féminines émergentes, accueillant des autrices comme Brigitte Haentjens et Martine Beaulne.

## Approche et projets notables

### Méthodologie transdisciplinaire
Sa pratique scénographique fusionne recherche anthropologique et expérimentation matérielle. Pour Le Roi se meurt d'Ionesco (1999), Ginette Noiseux crée une tension esthétique entre la décadence monarchique, évoquée par des éléments baroques, et la modernité québécoise, matérialisée par l'usage de textiles industriels,. Sa collaboration prolongée avec René-Daniel Dubois sur Being at Home with Claude (2001) explore quant à elle les rapports entre nudité scénique et constructions identitaires,.

### Principales productions
- Albertine, en cinq temps de Michel Tremblay (1995) : Utilisation de costumes-chronomètres matérialisant les temporalités entrecroisées du personnage[2].
- Les Guerriers de Michel Garneau (1997) : Scénographie intégrant des armures métalliques déstructurées évoquant les guerres culturelles québécoises[3].
- Cendres de cailloux de Daniel Danis (2004) : Costumes hybrides mêlant matières organiques et composants électroniques[2].

## Prix et distinctions
- 2023 : Prix Denise-Filiatrault pour l'ensemble de sa contribution aux arts de la scène[5]
- 2022 : officière de l'Ordre de Montréal
- 2020 : Membre de l'Ordre du Canada, en 2020[7],[8]
- 2018 : compagne de l'Ordre des arts et des lettres du Québec[7],[9]
- 2019 : Mention spéciale du Conseil des arts de Montréal pour son engagement en faveur de la relève féminine[7],[10]
- 2004 : 20e Grand Prix du Conseil des arts de Montréal[7]
- 2002 : Prix Femme de mérite du Y des femmes de Montréal, dans la catégorie Arts et culture[7],[11]
- 2001 : Chevalier de l'ordre des Arts et des Lettres de France[7],[12]